# Wayne (Illinois)
Pour les articles homonymes, voir Wayne.
Wayne est un village des comtés de DuPage et de Kane dans l'Illinois, aux États-Unis,. Il est situé à l'ouest de Chicago.

## Histoire
Les premiers pionniers s'installent dans la région dès 1834. En 1850, la construction d'une ligne de chemin de fer entre Galena et Chicago attire de nouveaux colons à la gare de Wayne, actuellement village de Wayne. Le bureau de poste de la gare de Wayne est créé en 1853. Le village est incorporé le 14 novembre 1958.

## Démographie
Lors du recensement de 2010, le village comptait une population de 2 431 habitants. Elle est estimée, en 2016, à 2 429 habitants.

## Personnalités liées à Wayne
- Marguerite Henry
- George Marshall (général)

## Source de la traduction
- (en) Cet article est partiellement ou en totalité issu de l’article de Wikipédia en anglais intitulé « Wayne, Illinois » (voir la liste des auteurs).